# 羊祜
羊祜（221年—278年12月27日），字叔子，泰山郡南城县（今山东省新泰市）人。曹魏晚期與西晋早期大臣、作家，一代名將。羊祜出身泰山名门望族羊氏家族，家族人才辈出，東漢名臣蔡邕為其外祖父，他的祖父羊续曾任南阳太守，父亲羊衜曾任上党太守；其胞姊羊徽瑜為晉景帝司馬師的皇后，羊祜因此成為武帝司馬炎的堂舅。

## 生平

### 年少有才
根據《晉書》所載，羊祜父親羊衜在他十二歲時便過世，此後羊祜事奉叔父羊耽甚孝。羊祜成長後身高約為176公分，容貌敦雅不俗，鬚眉秀長濃密而整潔，又因博學能文、善於談論而聞名，郡將夏侯威賞識其才能，把兄長夏侯霸的女兒嫁給他，羊祜因此亦照顧妻家上下，不因夏侯霸降蜀而避嫌。之後羊祜母親及長兄羊發先後去世，羊祜避隱十餘年，為人愈發溫厚。
曹魏時，羊祜屢次被推舉任地方計吏、州從事、秀才，五府交命等，但羊祜都沒有就任。曹爽曾招羊祜和王沈入府，王沈勸羊祜和他一道入府，羊祜則反而勸說不可輕易事奉別人；之後曹爽失敗被殺，王沈因为是其旧吏而遭免職，事後十分佩服羊祜的識見。司馬昭掌政期間，羊祜历任中书侍郎、秘书监、相国从事中郎等官职。司马炎称帝后，羊祜深得司马家信任，於泰始四年二月（268年3月）升任尚书左仆射。

### 出鎮荊州
在晋灭吴的過程中，最初羊祜任荆州都督（269年），掌握荆州晉佔區一帶军政大权。在此期间羊祜不尚武力，以柔和手段管治，用诡计使吴驻守石城（今湖北钟祥市）的兵力退却，并在统辖地区屯田，加强军事实力。之後羊祜加封車騎將軍。
272年步阐献西陵城降晋，当时驻守荆州吴占区的陆抗急袭西陵，前往救援的羊祜、徐胤以围魏救赵计谋分散陆抗兵力，杨肇驰援西陵。然而杨肇在西陵城外遭陆抗伏擊而慘敗，献城降晋的吴将步阐也被陆抗军队擒杀。羊祜也未及攻下江陵就退兵，是為西陵之戰。戰後羊祜遭到彈劾：「祜所统八万余人，贼众不过三万。祜顿兵江陵，使贼备得设。乃遣杨肇偏军入险，兵少粮悬，军人挫衄。背违诏命，无大臣节。可免官，以侯就第」，被左迁平南将军。
羊祜经此敗战後小心警慎步步为营，以修筑城寨的方式扩大晋的疆土，汉水与长江之间皆为晋所有；同时又对吴地军民施以懷柔信义，不断动摇吴军将领的忠诚。他的做法在吴地发挥作用，多位吴军将领降晋，吴地人民对羊祜心悦诚服，尊敬地称其为“羊公”，而不称其名。吴军统帅陆抗也称赞羊祜的德行度量，“虽乐毅、诸葛孔明不能过也”。

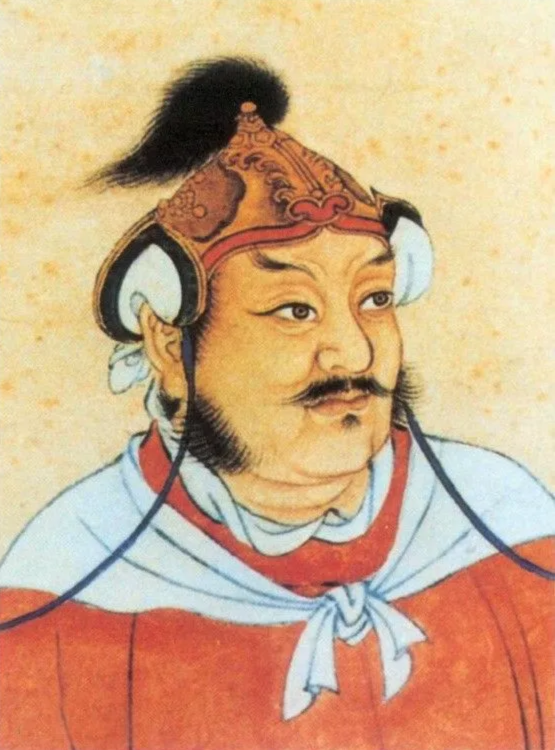
羊祜戎裝像

咸寧初年，羊祜獲授征南大將軍、開府儀同三司，得以徵辟屬官；但羊祜因為謙讓，直到患病才開始徵辟屬官，屬官到羊祜死前都未正式到任。羊祜當上征南大將軍後繼續謀劃伐吳，認為要成功必須以水軍從上游順流而下。當時吴国流傳著童谣“阿童復阿童，銜刀浮渡江。不畏岸上兽，但畏水中龙”，羊祜於是上表推薦益州刺史王濬（小字阿童）留在益州監督軍事，武帝遂加封王濬為龍驤將軍，讓他暗中打造船隻，為伐吳作準備。羊祜訓練軍隊齊備，上表建議武帝乘東吳孫皓殘暴無道、將士離心之機一舉灭吳，武帝深以為然。但晉朝因為遇上秦涼之地剛戰敗，群臣都不贊同此時伐吳，致使計劃再度拖延。
後晉武帝想封羊祜為南城郡侯（領泰山郡的南武陽、牟、南城、梁父、平陽五縣），不過羊祜以漢高祖封張良留侯為例，婉拒司馬炎的恩賞只請封鉅平縣侯。羊祜後來因討吳有功，武帝又想賜爵，羊祜便求得武帝改封羊祜舅表弟蔡襲為關內侯。

### 壯志未酬
羊祜直至患上重病仍未能伐吳，於是前往洛陽向武帝面陳伐吳之計。武帝再派遣中書令張華前往羊祜府中問計，羊祜力陳晉朝理應乘勢伐吳，以免孫皓死後東吳再有明主。晉咸寧四年十一月辛卯日（278年12月27日）羊祜病情加重，在推举杜预接替自己後不久去世，享年五十八歲。武帝十分哀傷，追贈羊祜為侍中、太傅；羊祜轄境的百姓紛紛罷市哀悼，連吳軍守邊將士亦為他哭泣。
杜预之後拜鎮南大將軍，不负羊祜举荐，奇袭西陵，三陈平吴，在其后的灭吴战争中担任西线统帥，计取江陵，招降交、广。晋朝在羊祜死後兩年終於灭吴，群臣在武帝壽宴上向他祝賀此事，武帝拿著酒爵流泪说：“這是羊太傅的功勞。”於是寫了一篇策文，派員前往祭祀羊祜的廟，告慰羊祜伐吳成功一事；並比照漢朝蕭何的故事，冊封羊祜的夫人。

## 堕泪碑
羊祜病逝后，襄阳百姓为纪念羊祜，在羊祜生前游息之地岘山建庙立碑，原名为「晋征南大将军羊公祜之碑」，简称「羊公碑」。此后每逢时节，周围的百姓都会祭拜他，睹碑生情，莫不流泪，羊祜的继任者、西晋名臣杜预因此把它称作堕泪碑。荊州百姓更避諱羊祜之名，居室稱「門」而不稱「戶」，並把「戶曹」改稱為「辭曹」。堕泪碑现位于湖北省襄阳市。
東晉習鑿齒的《襄陽耆舊記》記載了墮淚碑的定名由來。

## 逸事
- 羊祜素與王戎及其從弟王衍不睦。羊祜在荊州時曾欲以軍法斬王戎，又謂王衍敗俗傷化。故王戎、王衍時常詆毀羊祜。時人諺語云：“二王當國，羊公無德。”[17]
- 羊祜在荊州與陸抗对峙期间，二人互相通信問侯對方。陸抗曾經送酒給羊祜，羊祜不多疑直接享用；又陆抗重病，羊祜派人送去良药，陆抗的部下劝他要小心提防，陆抗服之不疑，并说：“羊祜怎會是下毒害人的人呢！”[18]在二者对抗期间，荆州战线处于和平状态，人稱「羊陸之交」。[19]
- 司馬昭病逝後，羊祜曾與傅玄討論應當恢復自漢文帝以來廢除了的三年服喪之禮，一改漢魏兩代的薄禮之法，若一時難以普及亦應由主君（司馬炎）本人踐行。傅玄則認為古禮已廢除數百年，難以在當時社會重新實行；假如僅由主君實踐，則反而變成「但有父子，無復君臣」而有損三綱之道。羊祜這才打消念頭。[20]
- 羊祜歷事魏晉二朝，在朝中擔任要職，與主君商討機要，但在事后皆焚燬文件草稿。由於羊祜的謹慎，很多获他推举人竟不知受何人推举。有人對羊祜說他过于缜密，羊祜回應說：“你這是什麼話呢！當進入朝廷時與主君詳加商談，離開後就不能透露實情，我只是害怕做不到君臣之間不能隱密的告誡。要是不能推举贤明的人、取錄有异能之士，那又岂能無愧於別人說我懂得識別人才呢！況且，在朝廷上被封授官爵，卻在私宅內向推舉之人谢恩，這正是我所不贊同的。”[21]

## 評價
- 司馬炎哀悼羊祜的詔書：「征南大將軍南城侯祜，蹈德沖素，思心清遠。始在內職，值登大命，乃心篤誠，左右王事，入綜機密，出統方嶽。」又平吳後策告於羊祜廟：「祜受任南夏，思靜其難，外揚王化，內經廟略，著德推誠，江漢歸心，舉有成資，謀有全策。」
- 參佐劉儈、趙寅、劉彌、孫勃等進書杜預說：「祜執德沖虛，操尚清遠，德高而體卑，位優而行恭。」
- 晉孝武太元中，尚書祠部郎荀伯子上表：「故太傅、钜平侯羊祜明德通賢，國之宗主，勳參佐命，功成平吳。」
- 《晉書》對羊祜的評價：「（羊公）垂大信于南服，傾吳人於漢渚，江衢如砥，繈袂同歸。而在乎成功弗居，幅巾窮巷，落落焉其有風飆者也。」又贊曰：「漢池西險，吳江左回。羊公恩信，百萬歸來。」

## 文學

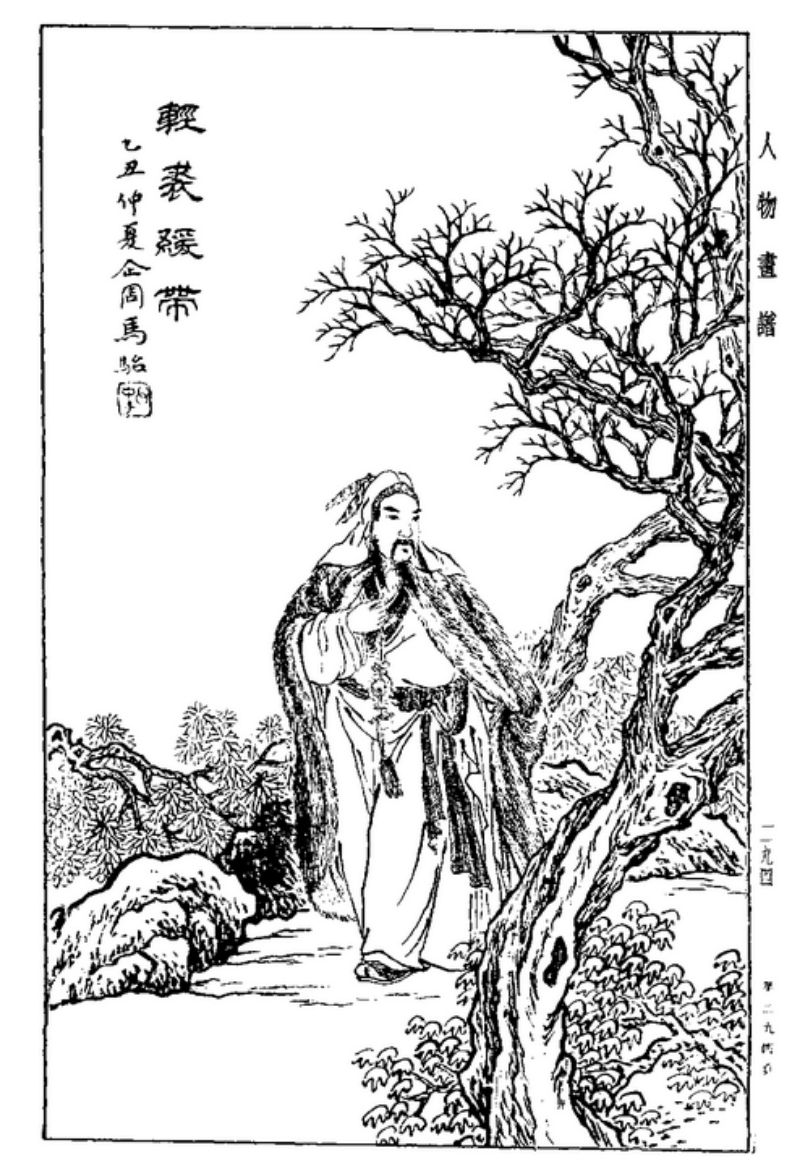
羊祜輕裘緩帶圖

羊祜作为作家，又喜爱山水，著述理应很多，而且他长期的政治、军事生涯，也写有大量的表、疏等文章。但由于他为人谨慎，很多手稿都被付之一炬，多是他人书籍中的片段，已知他的作品是《老子传》二卷，文集《羊祜集》二卷。流传至今的只有《雁赋》、《让开府表》、《请伐吴表》、《再请伐吴表》等8篇，其中的《让开府表》可与诸葛亮的《出师表》相提并论。《晋书·羊祜传》说：“祜乐山水，每风景必造。岘山置酒言咏，终日不倦。”以“岘山置酒言咏”推论，羊祜应当留有为数不少的诗作，但现今竟无只言片语留下。他有一句名言：“天下不如意事，恒十居七八”。
羊祜死后，荆州人为避祜之名，“户”改为“门”。

## 家世
- 祖父：羊續，曾任東漢南陽太守，為官清廉，有「懸魚拒賄」的事跡。
- 外祖父：蔡邕，文學家。
- 姨母：蔡文姬。
- 嬸嬸：辛憲英。
- 叔叔： 羊耽、羊秘
- 父：羊衜，曾任上黨太守，早逝。
- 生母：济阳县君蔡氏，蔡文姬的姊妹。
- 长兄：羊发，母为孔融之女，官至都督淮北护軍。
- 次兄：羊承，羊祜同母兄，因病早亡。
- 妻：夏侯氏（夏侯霸之女，由夏侯威主婚）。
- 姊：羊徽瑜，晉景帝司馬師之妻。

羊祜无子，只有女儿。晋武帝命羊祜兄羊发之子羊暨继嗣，羊暨以父亲已死为由抗命；晋武帝又命羊暨弟羊伊继嗣，但羊伊以未得生父之命为由不为羊祜服丧，最终仍以本生父为父。太康二年（281年），羊伊的弟弟羊篇获封为钜平侯，成为羊祜的继嗣。
晋孝武帝太元年间，羊发玄孙之子钜平侯羊法兴坐桓玄党伏诛，爵除。尚书祠部郎荀伯子上表求为羊祜立嗣，未果。

## 游戏作品
- 《三国杀》